# 奧托卡王的權杖
是丁丁歷險記的第八部作品。作者是比利時漫畫家埃爾熱。於1938年8月4日開始在比利時報紙二十世紀小伙伴上連載黑白版。1939年集結成冊出版。1947年出版了彩色版。故事的舞台是在一個東歐小國西爾達維亞。西爾達維亞的鄰國是侵略成性的，意圖併吞西爾達維亞的博爾多利亞（此國家在後來的卡爾庫魯斯案件一書中有再度出現）。該故事影射了二戰爆發前夕納粹德國對其他國家的併吞行為。然而該書在二戰德國占領比利時期間該書并未被禁，相反故事舞台發生在當時德國敵國的黑島和丁丁在美洲成為了被禁的對象。

## 故事簡介
丁丁在巧合之下，當上了印章學學者阿朗比克教授的秘書，跟他到民風獨特的東歐小國西爾達維研究罕有印章。誰知道愉快的旅程竟以謀殺的佈局開始……九死一生的丁丁，竟發現西爾達維的奧托卡王權杖背後驚人的秘密，更無意中被捲進謀朝篡位的大陰謀中！究竟誰是主謀？是行跡古怪的教授？是國王的待衛？是王室攝影師？草木皆兵抑或是友非敵？而眼見流血政變一觸即發，丁丁又如何幫助孤立無援的西爾達維國王？